# خطاب الحجر الصحي
خطاب الحجر الصحي هو خطاب ألقاه الرئيس الأمريكي فرانكلين روزفلت في شيكاغو في 5 أكتوبر 1937. ودعا الخطاب إلى "حجر صحي" دولي ضد "وباء الفوضى العالمية" من قبل الدول العدوانية كبديل للمناخ السياسي المتمثل في الحياد الأمريكي وعدم التدخل الذي كان سائدا في ذلك الوقت. لم يتم ذكر أي دولة بشكل مباشر في الخطاب، على الرغم من أنه تم تفسيره على أنه يشير إلى إمبراطورية اليابان، ومملكة إيطاليا، وألمانيا النازية.  واقترح روزفلت استخدام الضغط الاقتصادي، وهو بمثابة استجابة قوية، ولكنها أقل مباشرة من العدوان الصريح. تم إلقاء الخطاب في حفل افتتاح جسر أوتر درايف الذي يربط بين شمال وجنوب بحيرة شور درايف الخارجية. وقد قوبل هذا الخطاب بردود فعل عنيفة بسبب مبادئه التدخلية، مما تسبب في احتجاجات من جانب غير التدخليين وزاد من مشاعر الانعزالية في أميركا.
كانت ردود الفعل العامة تجاه الخطاب متباينة. اشترى رسام الكاريكاتير الشهير بيرسي كروسبي، مبتكر سلسلة الرسوم الهزلية "سكيبي" والناقد الصريح لروزفلت، إعلانًا من صفحتين في صحيفة نيويورك صن لمهاجمة الخطاب. بالإضافة إلى ذلك، تعرض لانتقادات شديدة من قبل الصحف المملوكة لشركة هيرست وروبرت ر. ماكورميك من صحيفة شيكاغو تريبيون، ولكن العديد من المنشورات الافتتاحية اللاحقة أظهرت موافقة عامة في وسائل الإعلام الأمريكية. 
أدرك روزفلت التأثير الذي أحدثه أولئك الذين كتبوا لصالح الانعزالية على الأمة. وأعرب عن أمله في أن تتلاشى العاصفة التي أحدثها الانعزاليون وتسمح لعامة الناس بأن يصبحوا متعلمين وحتى نشطين في السياسة الدولية.  ومع ذلك، لم يكن هذا هو الرد الذي نما بمرور الوقت، حيث أدى الجدل في نهاية المطاف إلى تكثيف وجهات النظر الانعزالية لدى المزيد من الأميركيين.  حتى أن روزفلت ذكر في رسالتين شخصيتين كتبهما في السادس عشر من أكتوبر عام 1937 أنه "كان يحارب نفسية عامة تقترب كثيرًا من قول "السلام بأي ثمن".  وبسبب خيبة أمله في رد فعل الجمهور تجاه الخطاب، قرر روزفلت التراجع فيما يتعلق بسياساته الخارجية، حتى أنه قبل اعتذارًا من اليابان بعد غرق السفينة الحربية الأمريكية باناي. 

## الحواشي
1. ↑  Patrick J. Maney (1998). The Roosevelt presence: the life and legacy of FDR. دار نشر جامعة كاليفورنيا. ص. 114. ISBN:978-0-520-21637-2. quarantine speech italy japan.
2. ↑  Edward Moore Bennett (1995). Franklin D. Roosevelt and the search for security: American-Soviet relations, 1933-1939. رومان آند ليتل فيلد  [لغات أخرى]‏. ص. 98, 99, 100. ISBN:978-0-8420-2247-7. مؤرشف من الأصل في 2022-04-07.{{استشهاد بكتاب}}:  صيانة الاستشهاد: علامات ترقيم زائدة (link)
3. ↑  John McV. Haight، Jr. (1962). "Roosevelt and the Aftermath of the Quarantine Speech". The Review of Politics. ج. 24 ع. 2: 233–259. DOI:10.1017/S0034670500009669. ISSN:0034-6705. JSTOR:1405491. S2CID:143361915. مؤرشف من الأصل في 2021-07-18.
4. ↑  Andrew Glass (5 Oct 2018). "FDR calls for 'quarantine' of aggressor nations, Oct. 5, 1937". POLITICO (بالإنجليزية). Retrieved 2021-03-03.
5. ↑  John McV. Haight، Jr. (1962). "Roosevelt and the Aftermath of the Quarantine Speech". The Review of Politics. ج. 24 ع. 2: 235. ISSN:0034-6705. JSTOR:1405491. مؤرشف من الأصل في 2021-07-18.
6. ↑  "Franklin D. Roosevelt - Foreign policy". Encyclopedia Britannica (بالإنجليزية). Retrieved 2021-03-03.

## روابط خارجية
- نص وصوت الكلام